# Trichonephila clavipes
Néphile à soie dorée
Espèce
Synonymes
- Aranea clavipes Linnaeus, 1767
- Aranea spinimobilis Linnaeus, 1767
- Aranea fasciculata De Geer, 1778
- Aranea longimana Fabricius, 1781
- Epeira vespuca Walckenaer, 1841
- Epeira janeira Walckenaer, 1841
- Nephila wilderi McCook, 1894
- Nephila wistariana McCook, 1894
- Nephila concolor McCook, 1894
- Nephila thomensis Benoit, 1963

Statut de conservation UICN

 LC  : Préoccupation mineure
Trichonephila clavipes, la Néphile à soie dorée, est une espèce d'araignées aranéomorphes de la famille des Araneidae.
Sa soie extrêmement résistante a été utilisée pour la fabrication de gilets pare-balles.

## Distribution
Cette espèce se rencontre en Amérique des États-Unis à l'Argentine.
Elle a été introduite  à São Tomé.
Elle est largement répandue, et souvent commune, dans de nombreuses régions.
Aux États-Unis, elle se rencontre de la Caroline du Nord au Texas, en populations relativement localisées : dans certaines zones marécageuses ou boisées, particulièrement près des côtes, elle est abondante, alors qu'ailleurs elle peut être totalement absente.

## Description

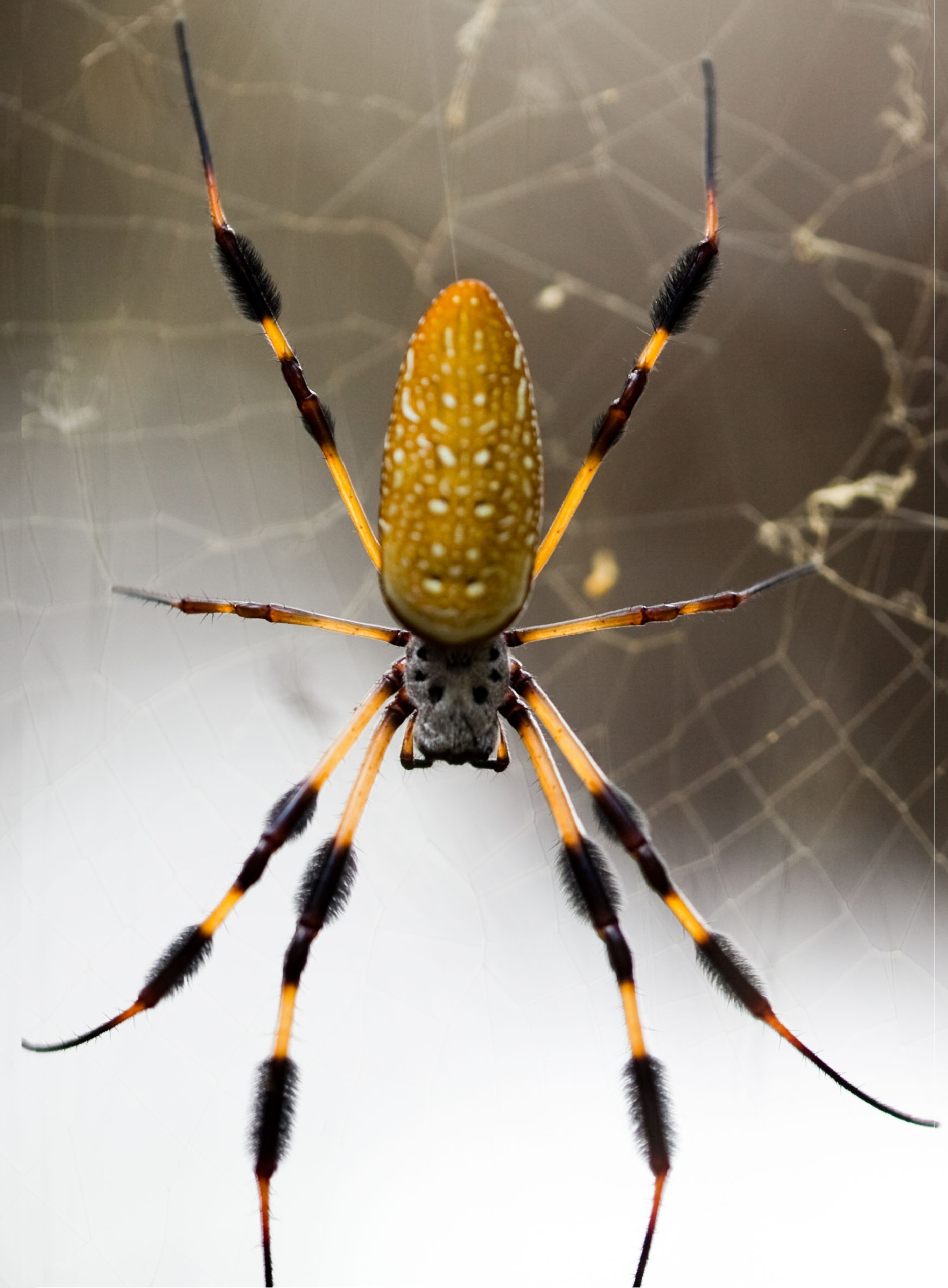
Nephila clavipes de Floride

Toile de Nephila clavipes

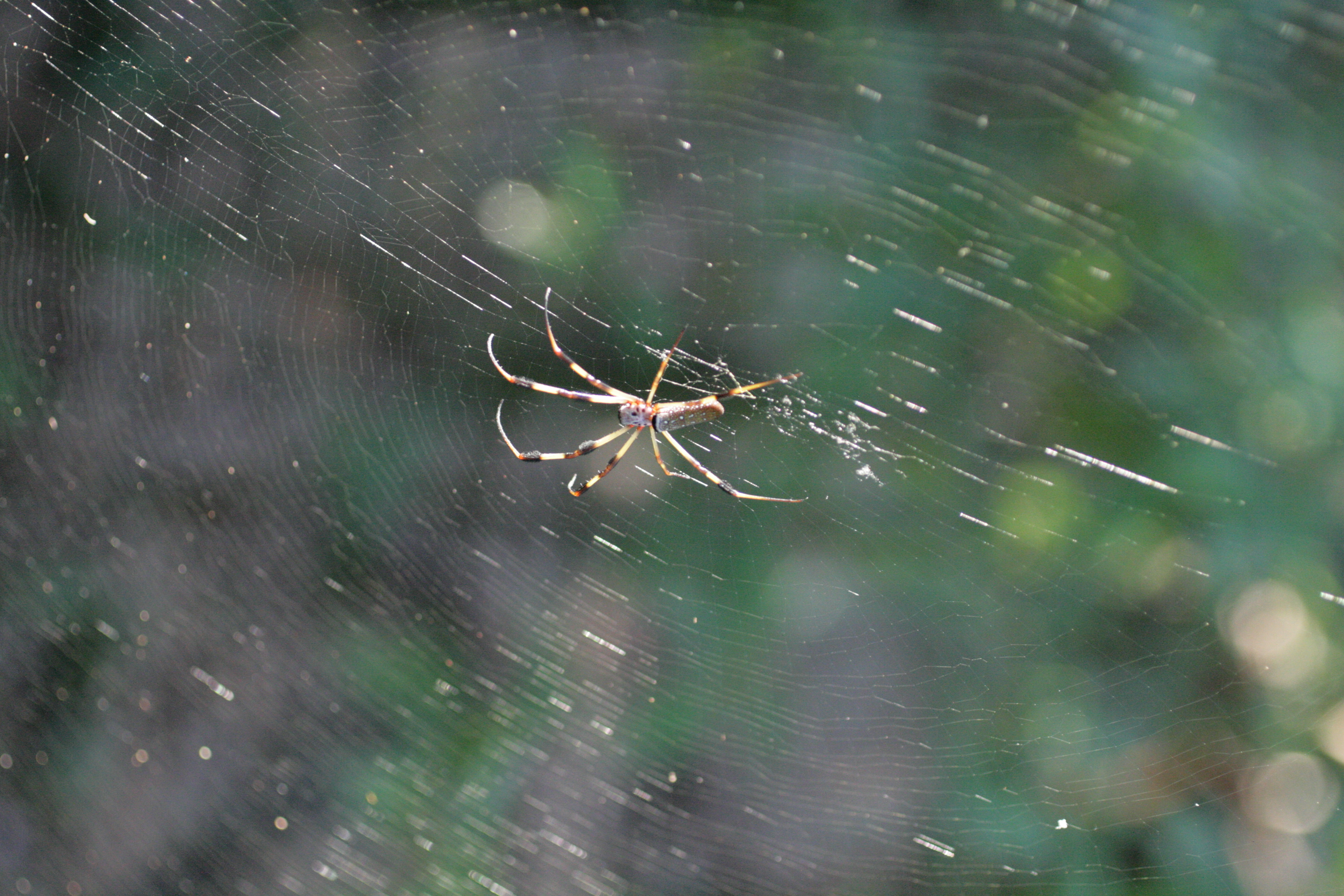
Nephila clavipes dans sa toile en Floride

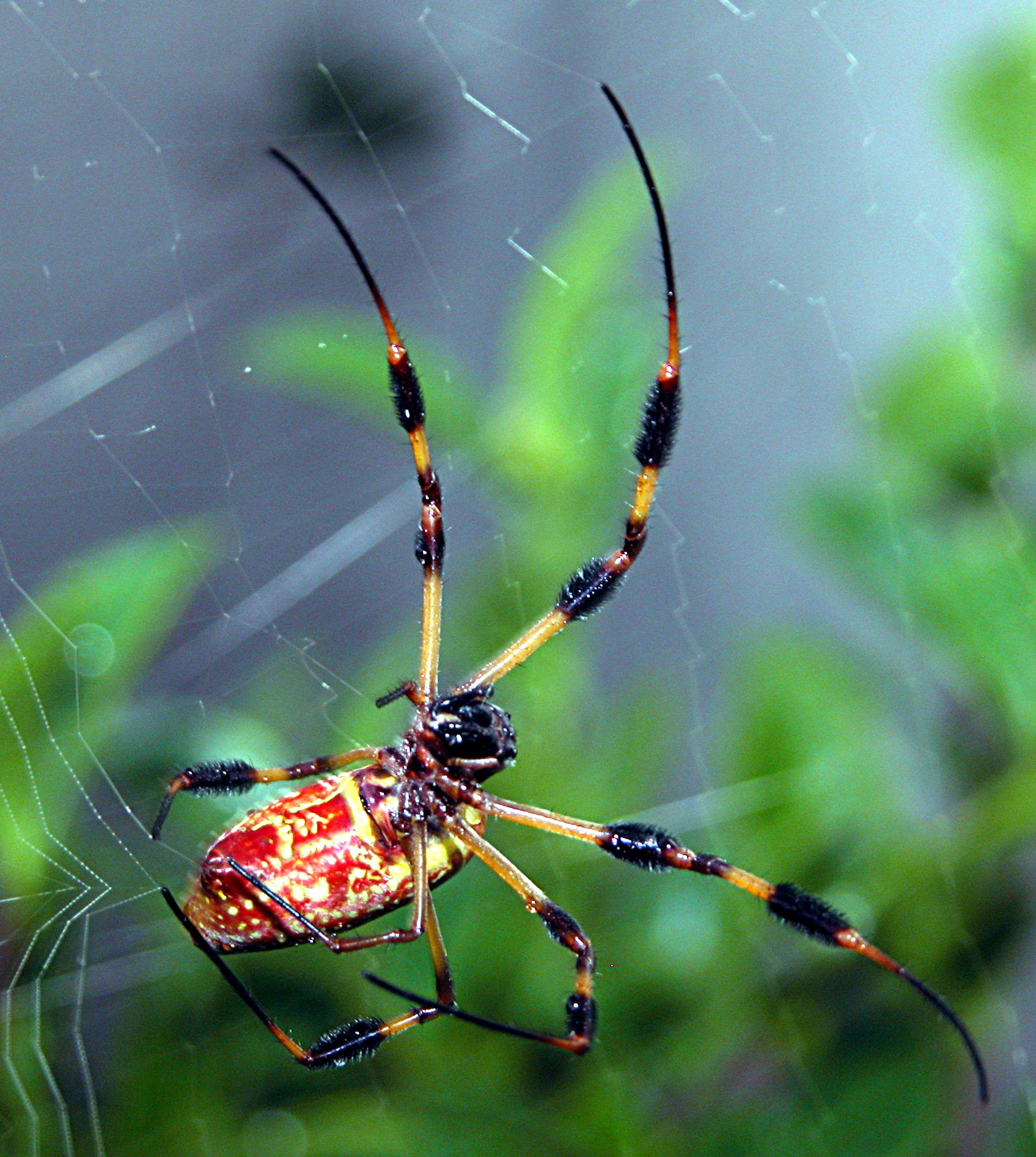
Nephila clavipes femelle en train de tisser, vue ventrale

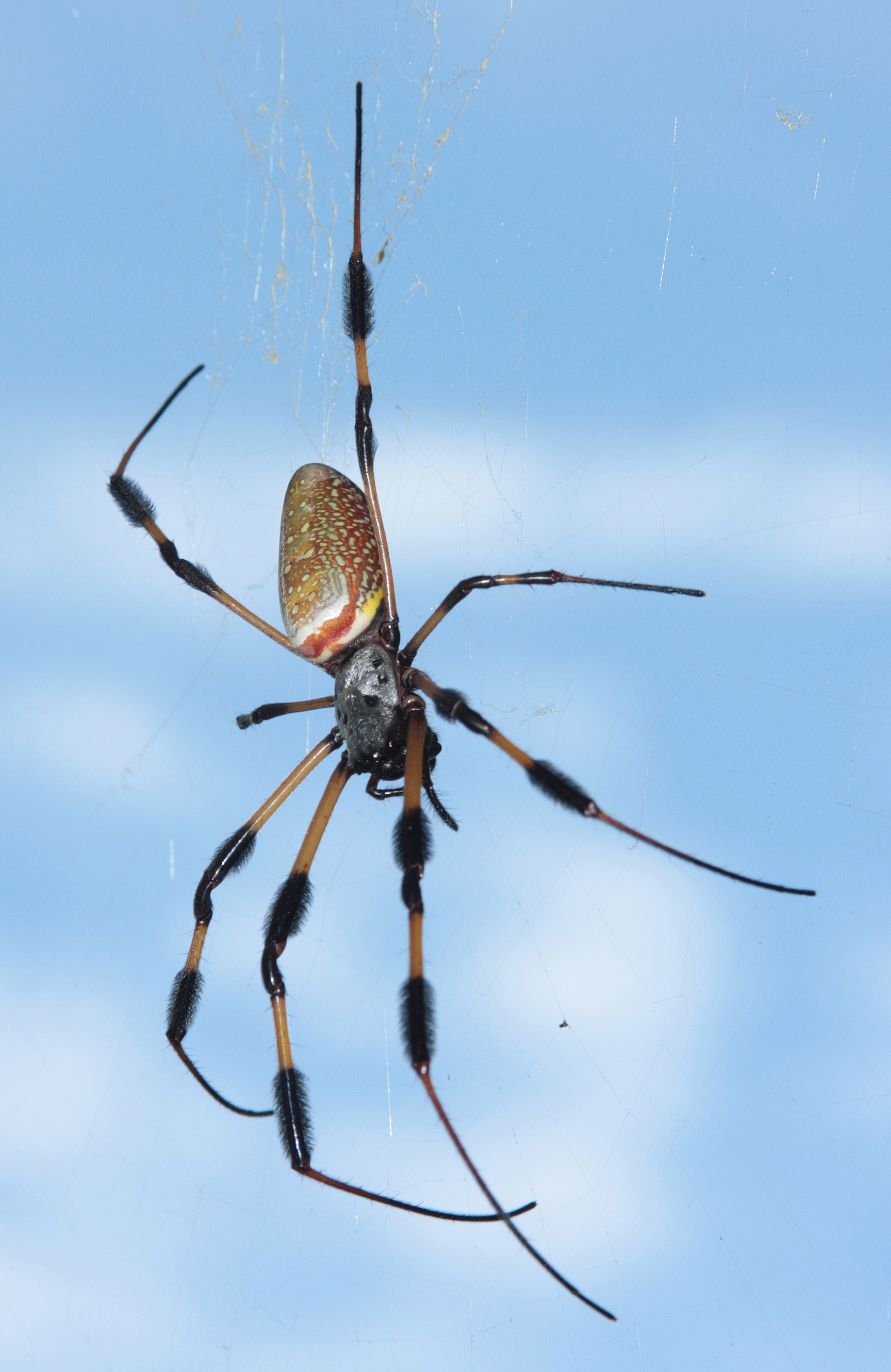
Nephila clavipes

Le mâle décrit par Levi en 1980 mesure 5,8 mm et la femelle 23,0 mm.
C'est une araignée facilement reconnaissable à sa couleur dorée et aux élargissement « plumeux » de deux des segments de chacune de ses pattes.
Bien qu'elle soit venimeuse, elle est peu agressive et sa morsure relativement inoffensive ne provoque qu'une douleur localisée.

## Toile
La toile d'une femelle adulte peut atteindre un mètre de large, avec des filaments dorés apparaissant comme des fils d'or au soleil. Les mâles n'y montent que pour l'accouplement. La femelle tresse alors un sac à œufs pendu à un arbre, dans lequel elle pond des centaines d'œufs.
Sa soie a récemment été utilisée dans des expériences de régénération neuronale chez les mammifères. In vitro, un fil de soie unique peut aider des neurones sectionnés à émettre des axones vers le site où ils ont été coupés. Sa résistance élastique de 4×10⁹ N/m² est supérieure à celle de l'acier d'un facteur six. Elle n'est pas reconnue par le système immunitaire et a des propriétés antibactériennes.

## Liste des sous-espèces
Selon World Spider Catalog (version 25.0, 18/03/2024) :
- Trichonephila clavipes clavipes (Linnaeus, 1767)
- Trichonephila clavipes fasciculata (De Geer, 1778)
- Trichonephila clavipes vespucea (Walckenaer, 1841)

## Systématique et taxinomie
Cette espèce a été décrite sous le protonyme Aranea clavipes par Linnaeus en 1767. Elle est placée dans le genre Epeira par Hahn en 1821, dans le genre Nephila puis dans le genre Trichonephila par Kuntner et al. en 2019.
Epeira janeira a été placée en synonymie par Dahl en 1912.
Nephila thomensis a été placée en synonymie par Levi en 1980.

## Publications originales
- Linnaeus, 1767 : Systema naturae per regna tria naturae, secundum classes, ordines, genera, species, cum characteribus differentiis, synonymis, locis. Editio duodecima, reformata. Holmiae.
- De Geer, 1778 : Mémoires pour servir à l'histoire des insectes. Stockholm, vol. 7, no 3/4, p. 176-324.
- Walckenaer, 1841 : Histoire naturelle des Insectes. Aptères. Paris, vol. 2, p. 1-549 (texte intégral).